# CR-Abbildung
In der Mathematik sind CR-Abbildungen gewisse Abbildungen zwischen CR-Mannigfaltigkeiten.

## Definition
Seien {\displaystyle (M_{1},H_{1})} und {\displaystyle (M_{2},H_{2})} zwei CR-Mannigfaltigkeiten. Eine {\displaystyle C^{1}}-Abbildung {\displaystyle f\colon M_{1}\to M_{2}} heißt CR-Abbildung, wenn {\displaystyle f_{*}H_{1}\subset H_{2}} gilt.
Eine CR-Abbildung, die ein Diffeomorphismus ist, heißt CR-Diffeomorphismus oder pseudo-konforme Abbildung. Die Mannigfaltigkeiten heißen in diesem Fall CR-diffeomorph.
Eine komplexwertige {\displaystyle C^{1}}-Funktion {\displaystyle f\colon (M,H)\to \mathbb {C} } heißt CR-Funktion, wenn ihre Lie-Ableitung nach allen in {\displaystyle H} liegenden komplexen Vektorfeldern verschwindet.